# Distretto di Arua
Il distretto di Arua è un distretto dell'Uganda, situato nella Regione settentrionale.